# Benita Sena Okity-Duah

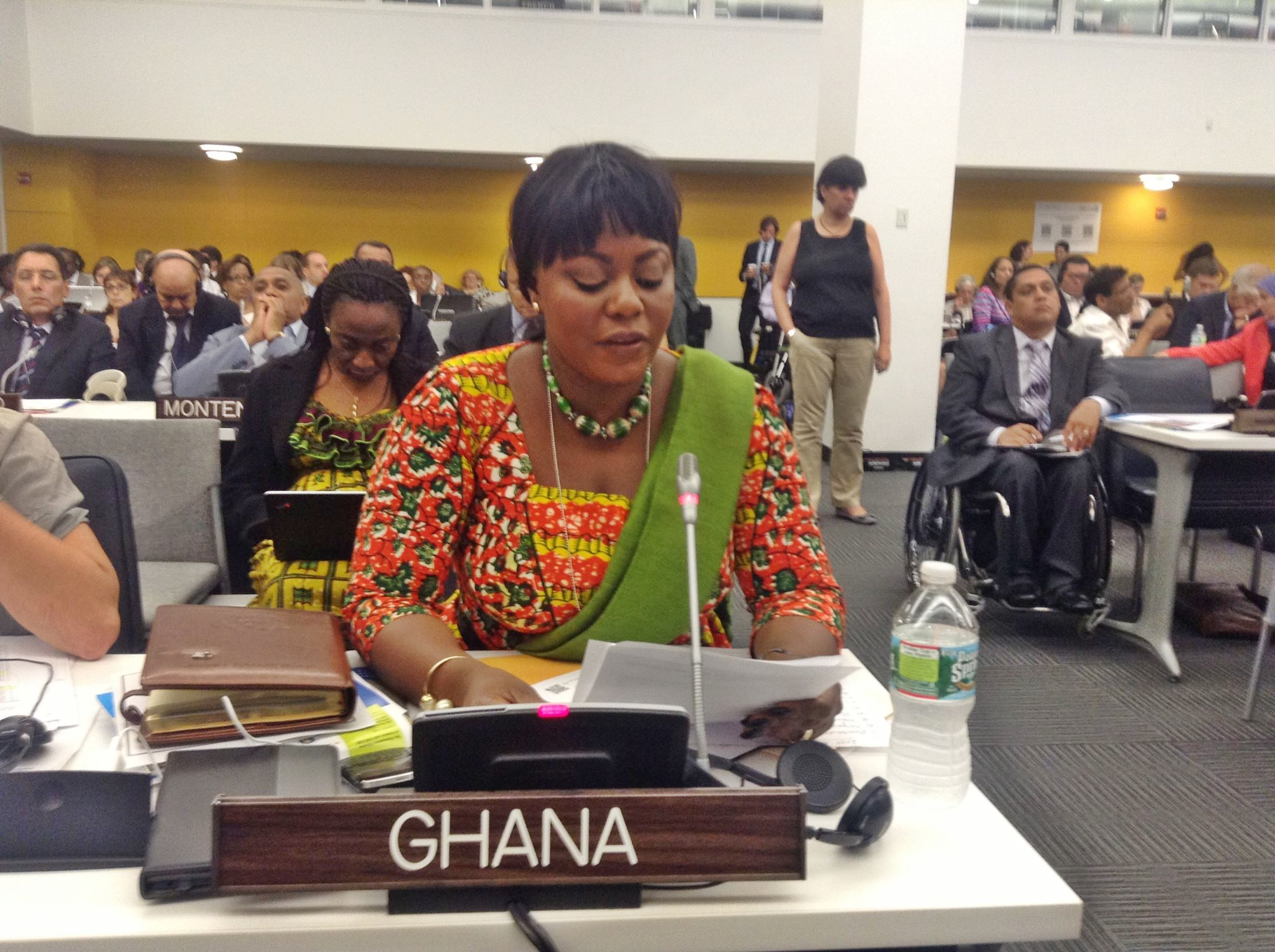
Benita Okity Duah tại một phiên họp của Liên Hợp Quốc tại New York năm 2013

Benita Sena Okity-Duah (sinh ngày 19 tháng 6 năm 1976) là một nhà thiết kế thời trang Ghana, chính trị gia và là cựu thành viên của quốc hội cho khu vực bầu cử Ledzokuku ở Vùng Greater Accra.

## Tuổi thơ
Cô sinh ngày 19 tháng 6 năm 1976 tại Anloga thuộc vùng Volta của Ghana. Cô đã giành chiến thắng trong cuộc thi Hoa hậu Ghana năm 1997 khi mới 20 tuổi.

## Giáo dục
Cô theo học trường Achimota ở Accra để học trung học. Sau đó cô tiếp tục học thời trang tại Trường thời trang London trong bốn năm.

## Sự nghiệp
Cô trở lại Ghana vào năm 2003 và kể từ đó đã tạo ra một vị trí riêng cho mình trong ngành công nghiệp thời trang Ghana.

## Chính trị
Benita đã từ chức là Nhà tổ chức phụ nữ của Đại hội Dân chủ Quốc gia của khu vực bầu cử Ledzokuku ở Vùng Greater Accra. Ông đã tranh cử cho các cuộc bầu cử sơ bộ của đảng và đánh bại thành viên đương nhiệm của quốc hội Nii Nortey Dua để đại diện cho Quốc hội Dân chủ tại khu vực bầu cử. Cô đã giành chiến thắng trong cuộc bầu cử năm 2012 để đại diện cho người dân Ledzokuku trong quốc hội Ghana. Cô trở thành nữ hoàng sắc đẹp đầu tiên của Hoa hậu Ghana được bầu làm thành viên quốc hội ở Ghana. Ngoài ra, bà còn là Thứ trưởng Bộ Giới tính, Trẻ em và Bảo vệ Xã hội của Ghana từ tháng 4 năm 2013 đến tháng 6 năm 2014. Bà cũng là Thứ trưởng Bộ Thủy sản và Nuôi trồng Thủy sản của Cộng hòa Ghana. Benita mất ghế của mình trước một nghị sĩ đối lập, người đứng trên chiếc vé của Đảng Yêu nước mới.

## Cuộc sống cá nhân
Benita kết hôn với Steve Okity-Duah. Sinh ra Benita Golomeke, ông được trao vương miện Đại sứ quán niềm vui Ms Ghana 1997.